# Shaswar Abdulwahid
 (février 2024).
Si vous disposez d'ouvrages ou d'articles de référence ou si vous connaissez des sites web de qualité traitant du thème abordé ici, merci de compléter l'article en donnant les références utiles à sa vérifiabilité et en les liant à la section « Notes et références ».
Pour les articles homonymes, voir Abdulwahid.
Shaswar Abdulwahid (Kurde Centrale: شاسوار عەبدولواهید) est l'homme d'affaires devenu le dirigeant politique du mouvement Naway Nwe et le fondateur des médias NRT,.

## Empire des médias et des entreprises
Shaswar a fondé le conglomérat Nalia Media Corporation, l'une des plus grandes organisations de médias en Irak kurde, comprenant NRT News, l'immobilier et un parc à thème.

## Référendum sur le Kurdistan 2017
Shaswar a lancé une campagne "Non pour le moment" pour expliquer les risques économiques et politiques d'un vote "Oui" lors du référendum de 2017 sur le Kurdistan, bien qu'il ait été qualifié de traître par ses ennemis politiques pour avoir exprimé les préoccupations de la communauté internationale. Il a qualifié le référendum d '"excuse des dirigeants kurdes pour rester au pouvoir",.

## Mouvement de nouvelle génération
Shaswar a été élu président du nouveau mouvement de la nouvelle génération lors de son premier congrès. La nouvelle génération a obtenu huit sièges aux élections législatives de 2018 au Kurdistan. En mai, il a participé aux élections fédérales irakiennes de 2018 et remporté quatre sièges. Le politicien âgé de 40 ans a déclaré que la "vieille garde" dirigeait l'Irak depuis trop longtemps et que de nouvelles voix devaient être entendues. Et estimant qu'il "devrait y avoir une opposition au parlement", il n'a donc pas l'intention de rejoindre une coalition gouvernementale. .